# Лопушка Велика
Лопушка Велика (пол. Łopuszka Wielka) — село на Закерзонні в Польщі, у гміні Каньчуга Переворського повіту Підкарпатського воєводства.
Населення — 1477 осіб (2011).

## Історія
У 1390 р. село було у власності Тарновських, пізніше перейшло до Пілецьких. Входило до 1772 р. до каньчузького ключа Перемишльської землі Руського воєводства.
У 1831 р. в селах Лопушка Мала і Лопушка Велика було 28 греко-католиків, які належали до парафії Кречовичі Каньчуцького деканату Перемишльської єпархії. На той час унаслідок півтисячоліття латинізації та полонізації українці лівобережного Надсяння опинилися в меншості. В шематизмі 1836 р. вказана окремо кількість греко-католиків у Лопушці Великій — 4 (у Лопушці Малій — 25).
Відповідно до «Географічного словника Королівства Польського» в 1884 р. Лопушка Велика знаходилась у Ланцутському повіті Королівства Галичини і Володимирії, з жителів було 1094 жителі, з них 864 римо-католики. За даними Шематизму того року в селах Лопушка Мала і Лопушка Велика було 62 греко-католики.
У 1904 р. відкрито вузькоколійну залізницю Переворськ — Динів зі станцією Лопушка Велика.
На 1913 р. в селах Лопушка Мала і Лопушка Велика було 68 греко-католиків, які належали до парафії Каньчуга, надалі в Шематизмах подається тільки загальна кількість греко-католиків для всієї парафії.
У 1928 р. в селі розпочато промисловий видобуток алебастру (тривав до 1974 р.).
Українці села не могли протистояти антиукраїнському терору під час і після Другої світової війни.

## Демографія
Демографічна структура станом на 31 березня 2011 року:
|          | Загалом | Допрацездатний вік | Працездатний вік | Постпрацездатний вік |
| -------- | ------- | ------------------ | ---------------- | -------------------- |
| Чоловіки | 739     | 181                | 453              | 105                  |
| Жінки    | 738     | 164                | 398              | 176                  |
| Разом    | 1477    | 345                | 851              | 281                  |

## Зовнішні посилання
- Łopuszka Mała i Wielka // Słownik geograficzny Królestwa Polskiego. — Warszawa : Druk «Wieku», 1884. — Т. V. — S. 727. (пол.)

| Підкарпатське воєводство | Це незавершена стаття про Підкарпатське воєводство. Ви можете допомогти проєкту, виправивши або дописавши її. |